# Schlatt (Zúrich)
Schlatt (hasta 1999 Schlatt bei Winterthur) es una comuna suiza del cantón de Zúrich, situada en el distrito de Winterthur. Limita al norte con la comuna de Elsau, al noreste y este con Hofstetten bei Elgg, al sureste con Turbenthal, sur con Zell, y al oeste con Winterthur.